# Бетке, Джина-Мария
Джина-Мария Бетке, в девичестве Шумахер (род. 20 февраля 1997, Германия) — немецкая спортсменка-конник. Сестра бывшего автогонщика Формулы-1 Мика Шумахера и дочь семикратного чемпиона Формулы-1 Михаэля Шумахера.

## Биография
Джина-Мария Шумахер родилась 20 февраля 1997 года в семье семикратного чемпиона Формулы-1 Михаэля Шумахера и его жены Коринны. Она выросла в Глане, Швейцария. Выиграла золото на чемпионате мира FEI по рейнингу 2017 года в Швейцарии и участвовала в Европейском дерби 2017 года в Лионе. 28 сентября 2024 года вышла замуж за прыгуна на лыжах с трамплина Яна Бетке. 29 марта 2025 года родила дочь Милли.